# Mycroft
Mycroft ist eine erweiterte Form der SGML-Spezifikation der Software Sherlock von Apple. Sie beschreibt den Aufbau der Mycroft-Such-Plug-ins und wird infolgedessen auch als Bezeichnung der Such-Plug-ins verwendet.

## Funktionsweise
Die Mycroft-Such-Plug-ins können entweder direkt über eine Webseite mit einem JavaScript installiert werden oder auf den PC heruntergeladen und von Hand in das entsprechende Verzeichnis des Webbrowsers kopiert werden. Einmal installiert, kann der Benutzer diese Browser-Plug-ins nutzen, um direkt vom Browser auf eine Suchmaschine zuzugreifen, ohne  zuvor deren URL in das Adressfeld eingeben zu müssen. Zum einen können mit diesen Plug-ins Suchmaschinen wie Google oder Yahoo! direkt angesprochen werden. Andererseits können auch Suchen direkt bei Amazon.com oder ebay durchgeführt werden. Auch stehen viele Plug-ins für kleinere Websites, Online-Wörterbücher, Telefonbücher, Wikis usw. zur Verfügung.

## Browser
Mycroft-Such-Plug-ins können von Mozilla basierten Webbrowsern wie Mozilla Firefox, Netscape Navigator (ab Version 7), und Beonex Communicator genutzt werden.
Diese Browser bieten entweder direkt in der Menüleiste (z. B. Mozilla Firefox) ein Eingabefeld an, über das direkt mit dem aktuell ausgewählten Such-Plug-in gesucht werden kann.
In anderen Browsern wie im Mozilla-Browser können die Such-Plug-ins über die Sidebar genutzt werden, in der dann sofort eine Kurzfassung der Suchergebnisse angezeigt wird.

## Programmierung
Die Such-Plug-ins bestehen aus einer Textdatei mit der Endung .src und optional einer Icon-Datei, welche ein Icon im Format 16×16 Pixel beinhalten muss. Die Graphik kann im JPEG-, GIF- oder PNG-Format vorliegen und muss dementsprechend eine der Dateiendungen .jpg, .gif oder .png tragen.
Die .src Datei beinhaltet den Quellcode des Such-Plug-ins und ist in einem XML/HTML ähnlichen Format geschrieben. Es gibt vier Haupt-Tags, mit welchen der Programmierer festlegt, wie und wo eine Suche durchgeführt wird und wie die Suchergebnisse interpretiert werden.

### Search
Der Search-Tag umfasst die unten erklärten Input- und Interpret-Tags. Diese sind wegen ihrer besonderen Bedeutung extra aufgelistet. Am wichtigsten ist im Search-Tag die Angabe der URI, unter der die Suchmaschine der zu durchsuchenden Webseite gefunden werden kann. Im Search-Tag werden außerdem der Name, unter dem das Plug-in angezeigt werden soll, und die Beschreibung angegeben.

### Input
Im Input-Tag wird angegeben, welche GET-Variablen an die Suchmaschine übergeben werden sollen. Eine dieser Werte ist der vom Benutzer eingegebene Suchbegriff. Weiter können andere Werte statisch festgelegt werden, die weitere Einstellungen an der Suchmaschine vornehmen. Sie entsprechen in der Regel den HTML-Input-Tags des Suchformulars auf der Webseite der Suchmaschine.

### Interpret
Im Interpret-Tag wird definiert, wie die Suchergebnisse zu interpretieren sind, sobald das Plug-in aus der Sidebar des Browsers aufgerufen wurde.

### Browser
Im Browser-Tag wird hauptsächlich definiert, unter welchen URIs Aktualisierungen für das Plug-in heruntergeladen werden können, und wie häufig dort nach Aktualisierungen geschaut werden soll.

## Bedeutung des Namens
Der Name Mycroft bezieht sich auf den Bruder der Romanfigur Sherlock Holmes von Arthur Conan Doyle, Mycroft Holmes. Damit soll auf die Verwandtschaft mit den Sherlock-Plug-ins von Apple angespielt werden.